# Bichhar-Pass
Der Bichhar-Pass mit einer Scheitelhöhe von 4532 Metern ist ein Hochgebirgspass an der Grenze der Distrikte Ghizer und Gilgit in der Region Gilgit-Baltistan in Pakistan. 
Im Norden des Bichhar-Passes befindet sich das Dorf Bichhari im Naltar-Tal im Distrikt Gilgit und im Süden liegt Sherqilla am Fluss Gilgit.